# Il mercante di bestiame
Il mercante di bestiame è un dipinto a olio su tela (99,5x180 cm) realizzato tra il 1922 ed il 1923  dal pittore Marc Chagall.
È conservato nel Centre Pompidou di Parigi.